# Orthaea merumensis
Orthaea merumensis är en ljungväxtart som beskrevs av B. Maguire, J.A. Steyermark och J.L.Luteyn. Orthaea merumensis ingår i släktet Orthaea och familjen ljungväxter. Inga underarter finns listade i Catalogue of Life.